# Varpsjö
Varpsjö är en mindre by i Åsele distrikt (Åsele socken) i Åsele kommun i Västerbottens län (Lappland). Byn ligger placerad mellan Dorotea och Åsele med ungefär 20 km till Dorotea som är närmaste tätort. 

## Historia
Byns historia går tillbaka till 1757 – 59 då Jakob Josefsson kom från Krånge, Junsele, och slog sig ner på den plats som så småningom blev Varpsjö. 1762 fick han tillstånd att anlägga ett nybygge. 1777 flyttade han dock och nybygget övertogs av Krångebon Henning Johansson som 1786 överlät det hela till Per Ersson, Gafsele, och han i sin tur till Jon Andersson, Anundsjö, 1788. 
Det andra nybygget anlades 1763 av Christopher Ersson, Junsele, men togs över redan året efter av Elias Josefsson, Krånge, och sedan 1783 av Sven Nilsson, Anundsjö. 
Skola bedrevs i byn fram till år 1962 då skolbarnen sedan med buss skjutsades till skolan i Lomsjö och Åsele. 
Telefonstation inrättades 1915. På denna station kunde man beställa tid för telesamtal och skicka bud efter den man önskade tala med på en annan telestation. Taxan för ett telefonbud var ca 50 öre till 1 kr. Den första telefonabonnenten tillkom 1929. År 1939 fanns det två abonnenter. 
1775 fanns i Varpsjö två hushåll med 12 personer, 1850 var det åtta hushåll och 84 personer, 1900 17 hushåll med 145 personer och höjdpunkten nåddes 1935 med 39 hushåll och 203 personer. Lika många hushåll, 39 stycken, fanns 1950 men med 140 personer och 1977 var man 26 hushåll och 70 personer. 1987 fanns det drygt 40 bybor. 

## Källa
- http://aselebyar.nu/varpsjo